# NGC 582
NGC 582 je galaksija u zviježđu Trokut.

## Vanjske poveznice
- SEDS: NGC 0582